# Ben Lee (Sänger)

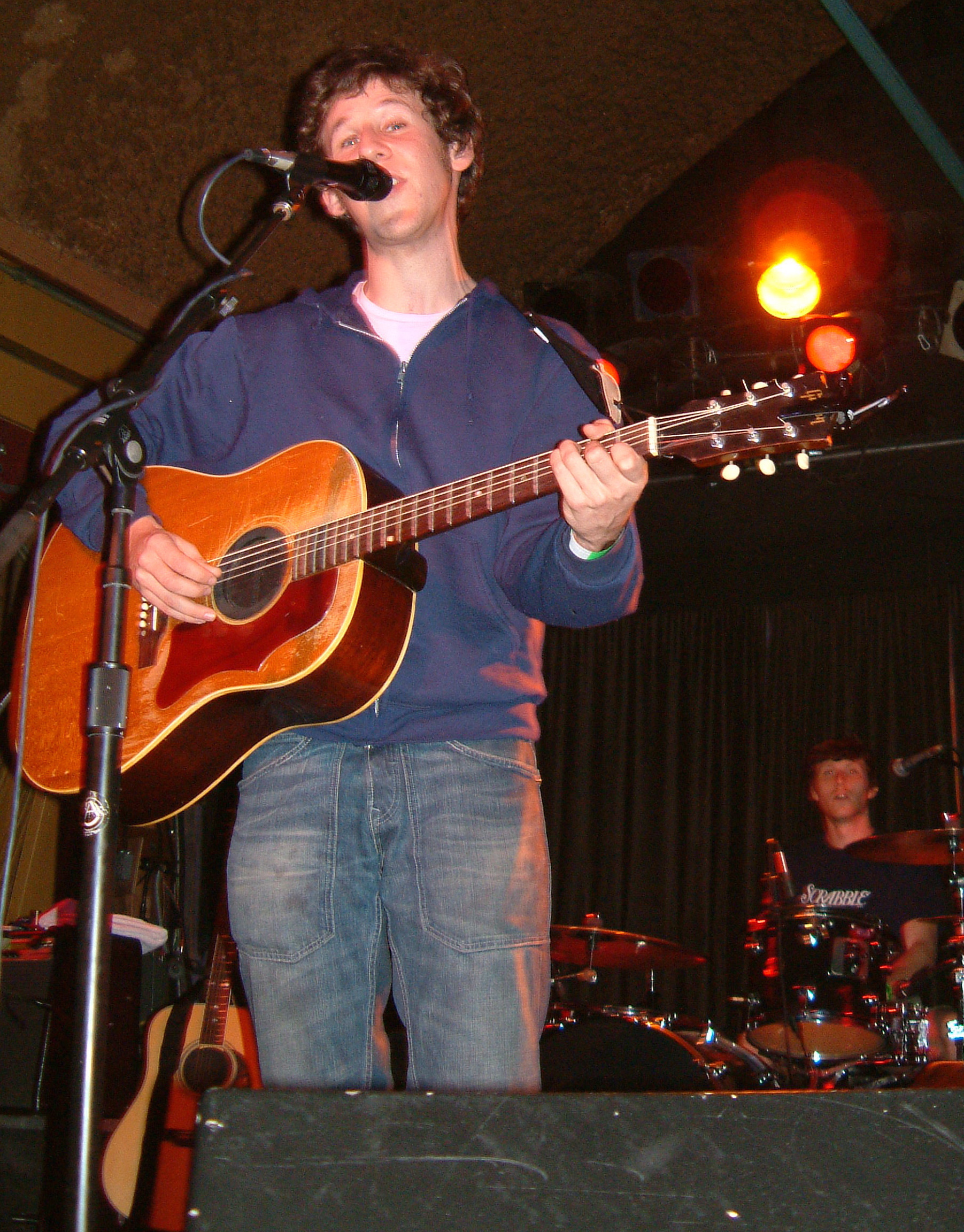
Ben Lee im November 2005 bei einem Auftritt in der Casbah, San Diegos bedeutendstem Musikclub

Benjamin Michael Lee (* 11. September 1978 in Sydney, Australien) ist ein australischer Singer-Songwriter und Schauspieler. Mit 14 Jahren begann er seine musikalische Karriere in der Band Noise Addict, konzentrierte sich aber bald darauf auf eine Solokarriere, da die Band sich trennte. Ben Lee agiert dabei als Singer-Songwriter. Er ist hauptsächlich Sänger, spielt jedoch auch Gitarre. Er ist mehrfacher Gewinner des ARIA Awards der Australian Recording Industry Association. Im Jahr 2007 erschien sein letztes Album Ripe, welches er mit dem Produzenten John Alagia aufnahm. An dem Nachfolger zu Awake is the new sleep arbeiteten unter anderem Benji Madden von Good Charlotte und die aus Los Angeles stammende Band Rooney mit.
Lee ist hin und wieder auch als Schauspieler tätig. Er übernahm 2003 die Hauptrolle in dem australischen Film Placid Lake – Der ganz normale Wahnsinn (The Rage in Placid Lake) unter der Regie von Tony McNamara.
Des Weiteren ist er in einigen Nebenprojekten aktiv. Mit Ben Folds und Ben Kweller nahm er unter dem Namen The Bens eine Ep mit 4 Liedern auf.

## Diskografie
Alben
- Grandpaw Would (1995)
- Something to Remember Me By (1997)
- Breathing Tornados (1999)
- hey you. yes you. (2002)
- Awake Is the New Sleep (2005)
- Ripe (2007)
- The Rebirth Of Venus (2009)
- It was never about the audience (2010, unter dem Namen Noise Addict)
- Deeper into Dream (2011)
- Ayahuasca: Welcome to the Work (2013)